# Strada statale 12 dell'Abetone e del Brennero
La strada statale 12 dell'Abetone e del Brennero (SS 12) (in tedesco Brennerstaatsstraße)  è una strada statale italiana che collega Pisa al confine austriaco presso il Passo del Brennero.

## Storia

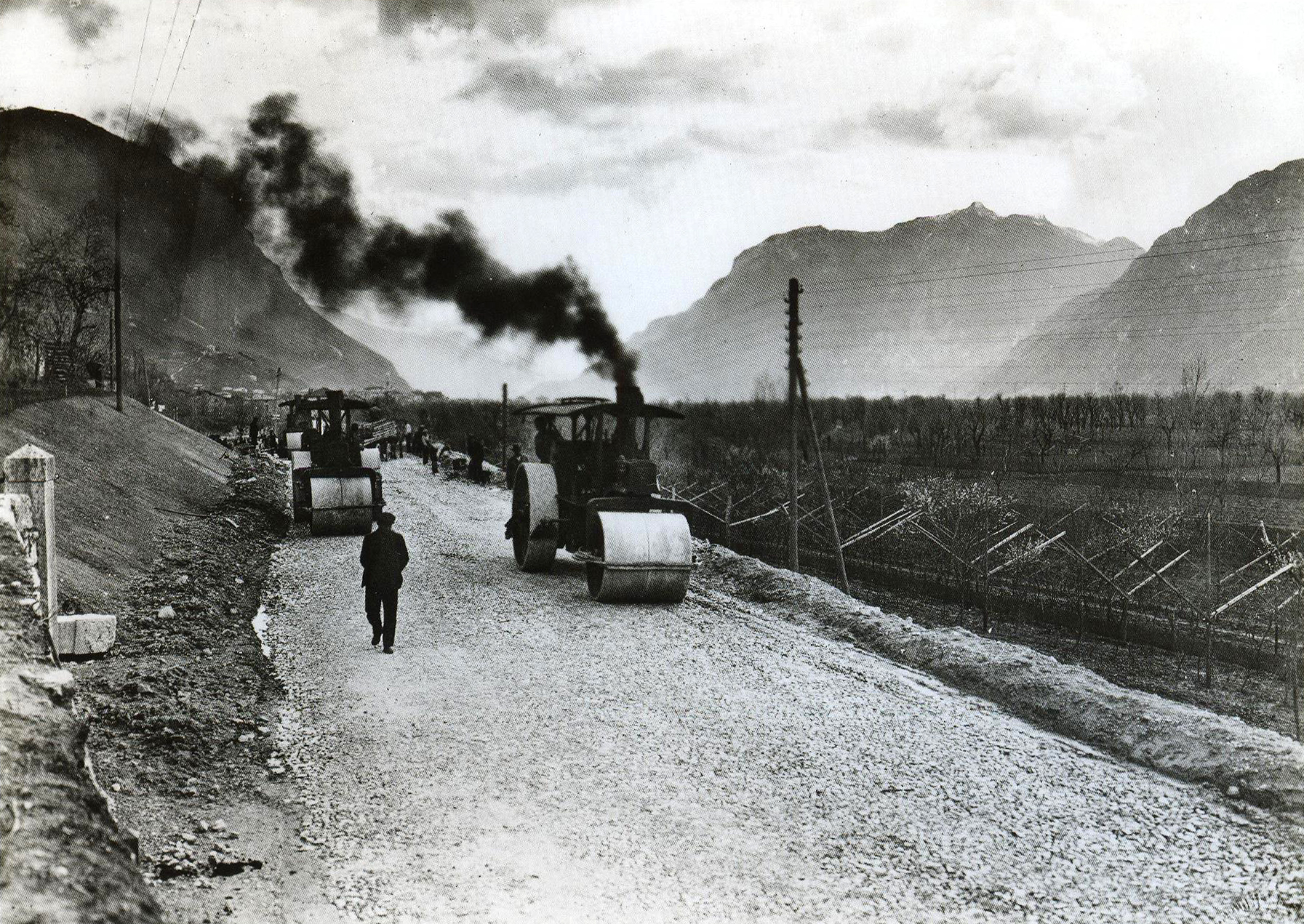
La costruzione del tratto tra Egna e Salorno tra 1924 e il 1925, in una foto di Sergio Perdomi

La strada che collega Pisa con l'Europa centrale, una delle strade statali più importanti d'Italia, ha origini remote. Il percorso attraverso l'Appennino risale almeno al XII secolo, quando si commerciavano vino e bestiame tra Pisa e Modena lungo l'attuale percorso.
La strada da Verona attraverso il passo del Brennero ha una tradizione che risale almeno alla Via Raetia. Sotto Settimio Severo, le mulattiere esistenti furono ampliate in strade romane all'inizio del III secolo. Il percorso attraverso la valle dell'Isarco tra Bolzano e Chiusa si deteriorò nel tempo, tanto che nel Medioevo si dovette percorrere l'altopiano del Renon. I re tedeschi, tra gli altri, usarono questa vecchia strada, nota come Via Imperii (Via Imperiale), per recarsi a Roma per l'incoronazione degli imperatori. Nel 1314 il cittadino bolzanino Heinrich Kunter ricevette il diritto di contravvenzione "Wegzoll", allestendo una mulattiera attraverso la valle. Intorno al 1430, circa 6.500 carri merci percorrevano già la tratta da Augusta attraverso il Brennero per raggiungere Verona e Venezia. Questo Kuntersweg fu reso percorribile per i carri mediante esplosioni nel 1480 e divenne il percorso più trafficato attraverso le Alpi orientali.
Il percorso odierno fu costruito tra il XIX e XX secolo. Il primo vero tratto della strada era già percorribile nel 1860 tra Trento e Bolzano, poi seguirono sempre più tratti fino al 1956 quando l'intero percorso fu completato.
Nel 1923 venne istituita la Strada nazionale 14 del Brennero dal passo del Brennero a Mantova e la Strada nazionale 55 dell'Abetone da Nogara a Firenze (da cui fu poi scorporata la Strada statale 66 Pistoiese).
Nel 1928, in seguito all'istituzione dell'Azienda Autonoma Statale della Strada (AASS) e alla contemporanea ridefinizione della rete stradale nazionale, fu istituita la strada statale 12 con il seguente percorso: "Pisa – Lucca – Bagni di Lucca – San Marcello Pistoiese – Passo dell'Abetone – Pieve Pelago – Modena – Poggio Rusco – Nogara – Verona – Ala – Rovereto – Trento – Lavis – San Michele – Bolzano – Bressanone – Vipiteno – Brennero (Confine)".
A causa dell'aumento del traffico nei decenni 1950-1960, la strada è diventata una delle più importanti strade di transito e turistiche, poiché il percorso si snoda da nord (Germania, Austria) a sud e passa anche per il Lago di Garda: molti turisti percorrevano la SS 12 in direzione del Mare Adriatico, del Lago di Garda o della Toscana. Trattandosi di un percorso continuo, rappresenta la via più breve per raggiungere la Toscana. In seguito alla costruzione dell'Autostrada del Brennero (1968-1974), che per lo più corre parallela fino a Modena, la SS 12 ha perso importanza nel traffico a lunga percorrenza.
Nel 1988 il tracciato della strada venne mutato fra la località La Berzigala (nel territorio comunale di Serramazzoni) e Modena: divenne parte della SS 12 la ex strada provinciale "Nuova Estense", costruita negli anni precedenti e dal profilo più favorevole; il vecchio tracciato venne declassato a strada provinciale (SP 3) da La Berzigala all'innesto con la SS 486 presso Casinalbo, mentre da tale località a Modena divenne parte della stessa SS 486 che risultò così prolungata.
Nel 1989 la circonvallazione ovest di Trento entra a far parte del tracciato, con conseguente cambio del caposaldo intermedio "Trento" in "Circonvallazione di Trento". Il tratto sotteso, passante radente al centro storico e davanti al castello del Buonconsiglio, viene ceduto al comune.
In seguito al decreto legislativo 2 settembre 1997, n° 320, dal 1º luglio 1998, la gestione del tratto in Trentino-Alto Adige è passata dall'ANAS alla provincia autonoma di Trento e alla provincia autonoma di Bolzano. Entrambe hanno lasciato la classificazione e la sigla di statale (SS) alla strada, in quanto questo decreto delega alle Province le funzioni in materia di viabilità stradale, ma la proprietà rimane allo Stato.

### Ulteriori mutamenti del tracciato principale: regione Trentino-Alto Adige
- Nel 2007 la variante di Mattarello viene inclusa nel tracciato, con conseguente declassifica e cessione ai comuni di Trento e Besenello del tratto sotteso[6].

- Nel 2013 il tracciato della strada venne mutato, includendovi la nuova circonvallazione di Bressanone-Varna[7], e contemporaneamente declassificando il tratto originario attraverso il centro abitato di Bressanone.

- Classificazione a strada statale S.S. 12 «dell'Abetone e del Brennero», della nuova circonvallazione di Pineta di Laives (BZ) e contestuale declassificazione a comunale del tratto sotteso[8][9]. Dei 3 lotti che costituiscono l'opera (1-Lotto Pineta; 2-Lotto Laives; 3-Lotto Bronzolo), il terzo lotto risulta ancora non realizzato l'appalto è stato aggiudicato nel 2022. L'inizio dei lavori è previsto nel 2023, e la fine degli stessi nel 2026.

- Spostamento della strada statale S.S. 12 «dell'Abetone e del Brennero» nel tratto dal km 401+800 al km 403+000 in Comune di Salorno (BZ) per necessità non più differibile di messa in sicurezza dalla caduta massi sulla strada medesima[10][11].

- Classificazione a strada statale S.S. 12 «dell'Abetone e del Brennero» della nuova variante di Campodazzo (BZ) e contestuale declassificazione a comunale del tratto sotteso[12].

## Percorso

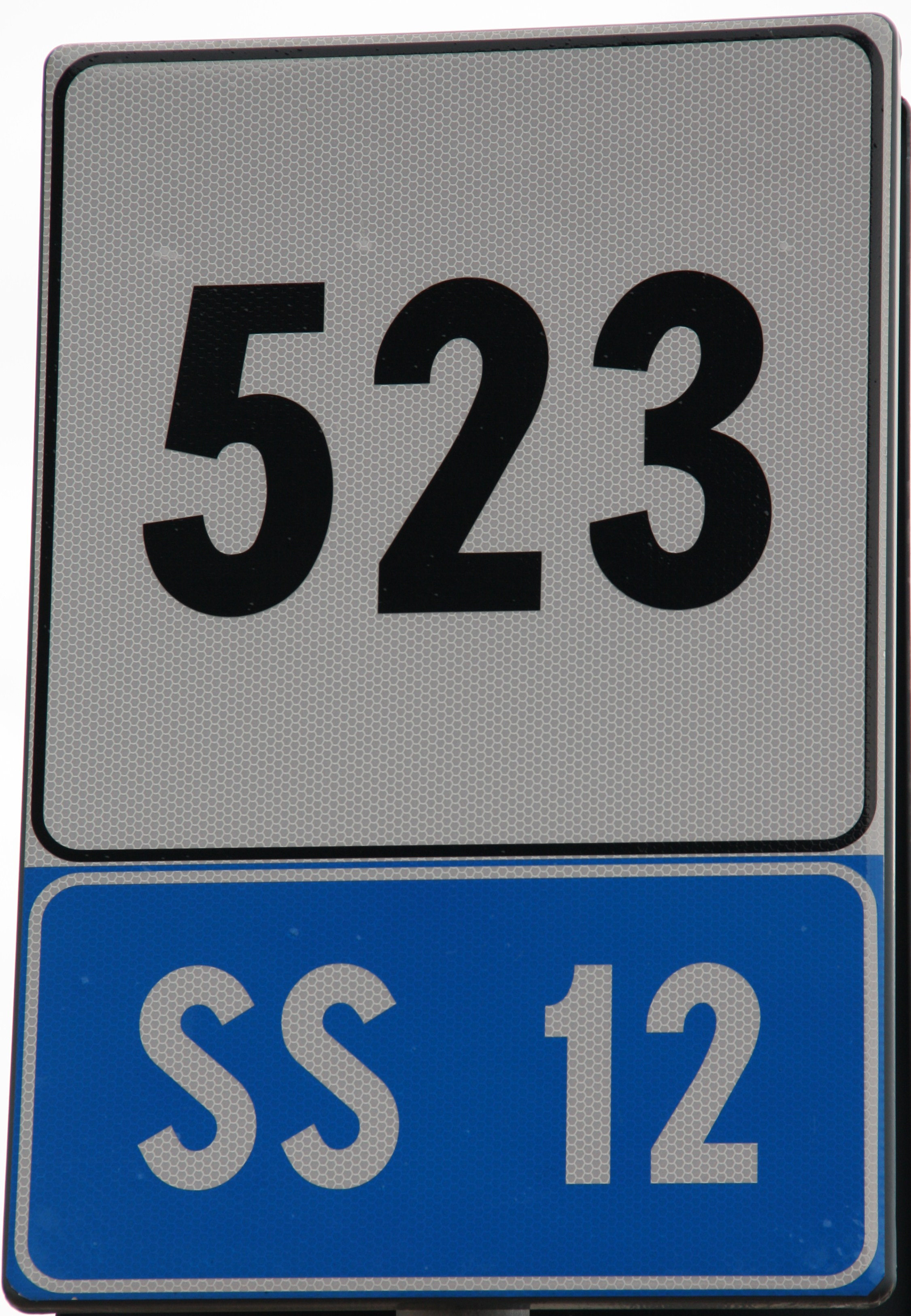
L'indicazione dell'ultimo chilometro al passo del Brennero

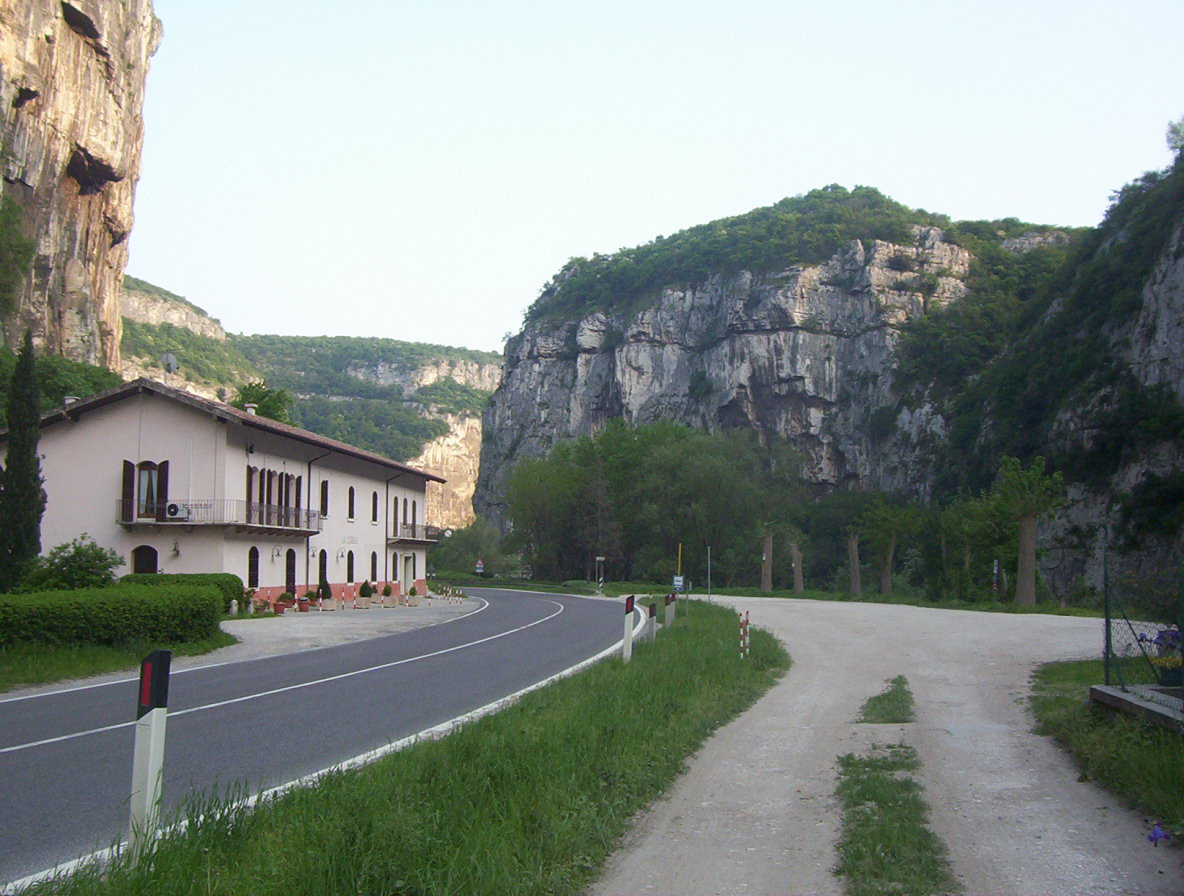
La strada statale 12 presso Chiusa di Ceraino (VR) guardando verso sud

La strada ha origine in Toscana, a Pisa, e prosegue verso nord toccando San Giuliano Terme; da qui in poi ritorna SS 12 e si dirige verso l'appennino tosco-emiliano risalendo per alcuni chilometri il corso del fiume Serchio.
Valicato l'Appennino attraverso il passo dell'Abetone, entra in Emilia-Romagna e tocca i comuni di Fiumalbo, Pievepelago; da qui fino a Lama Mocogno la SS 12 è stata declassata perché sostituita dalla SS 12 dir. Riprende poi toccando Pavullo nel Frignano, Serramazzoni, Maranello, Formigine, Castelnuovo Rangone, Modena (dove incrocia la strada statale 9 Via Emilia, l'ex SS 255 di San Matteo Decima, l'ex SS 413 Romana e l'ex SS 623 del Passo Brasa), Bastiglia, Bomporto, San Prospero, Cavezzo, Medolla (dove interseca l'ex SS 468 di Correggio nei pressi della cappelletta del Duca) e Mirandola.
Parte della tratta compresa fra Pavullo e Maranello fu interessata dai lavori di prolungamento della tranvia Modena-Maranello, interrotti alla fine degli anni trenta dopo la costruzione di 37 km di sede ferroviaria, 3 stazioni, 5 fermate, 22 caselli e 5 gallerie. Il tracciato seguiva la ex strada con tratte in sede propria, e sarebbe dovuto proseguire verso la Toscana attraversando gli Appennini presso l'Abetone.

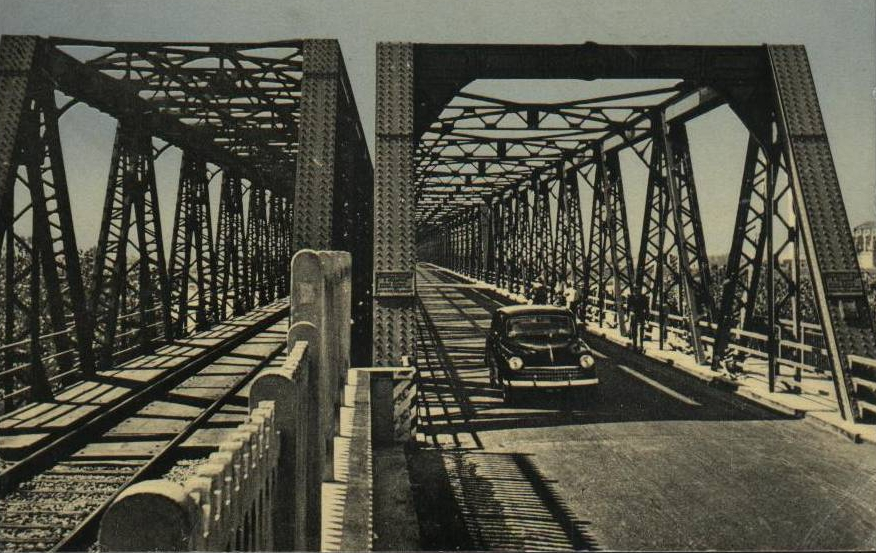
Automobile sul ponte sul Po tra Ostiglia e Revere (1953)

La SS 12 entra quindi in Lombardia e attraversa i comuni mantovani di Poggio Rusco (dove interseca l'ex SS 496 Virgiliana), Borgo Mantovano, dove supera il fiume Po sul ponte di Revere, giungendo infine ad Ostiglia (dove interseca l'ex SS 482 Alto Polesana per Mantova e Badia Polesine). Poi entra in Veneto. Qui passa per i comuni di Gazzo Veronese, Nogara (dove interseca l'ex SS 10 Padana Inferiore), Isola della Scala, Buttapietra, Verona (dove incrocia l'ex SS 11 Padana Superiore, l'ex SS 62 della Cisa e la SS 434 Transpolesana), Bussolengo, Pescantina, Sant'Ambrogio di Valpolicella e Dolcè dove inizia a risalire la Vallagarina. 
Superato questo comune, entra in Trentino-Alto Adige toccando Ala (dove s'innesca la SP 211 dei Monti Lessini), Rovereto (da dove partono la SS 240 di Loppio e Val di Ledro e la SS 46 del Pasubio), Volano e Calliano (da dove parte la SS 350 di Folgaria e Val d'Astico). Poi inizia l'attraversamento della Val d'Adige passando per Trento (divenendo parte della tangenziale di Trento, dove s'innestano le strade statali 45 bis e 47 Valsugana), Lavis (dove s'innesta la SS 612 della Val di Cembra), San Michele all'Adige (dove s'innesta la SS 43 della Val di Non), Ora (dove ha inizio la SS 48 delle Dolomiti) e Bolzano (dove s'innestano le strade statali 38, 42, 241 e 508). Prosegue in Val d'Isarco, attraversando Chiusa, Bressanone e Vipiteno sino al confine di Stato con l'Austria sito al passo del Brennero a 1375 m s.l.m.

## Diramazioni e varianti
- Strada statale 12 racc dell'Abetone e del Brennero, parte della viabilità esterna tra Bressanone e Varna, in Alto Adige;
- Strada statale 12 radd dell'Abetone e del Brennero, variante tra Pisa e Lucca;
- Strada statale 12 radd/bis dell'Abetone e del Brennero, nei pressi di Brennero, in Alto Adige;
- Strada statale 12 dir dell'Abetone e del Brennero, fra Pievepelago e Lama Mocogno, in Emilia-Romagna;
- Strada statale 12 var Variante di Isola della Scala, variante in corrispondenza di Isola della Scala, in Veneto;
- Strada statale 12 var/A Variante di Mirandola, variante in corrispondenza di Mirandola, in Emilia-Romagna;
- Strada statale 12 var/B Variante di Ponte a Moriano, variante in corrispondenza di Ponte a Moriano, in Toscana.

## Tabella percorso (tratto Verona - Trento - Salorno)
| dell'Abetone e del Brennero | |                                                     |                                                                          |       |
| Tipo                        | Indicazione | km                                                  | Note                                                                     | Prov. |
|                             | Cà di David |                                                     |                                                                          | VR    |
|                             | Vicenza Rovigo - Transpolesana - Legnago | 282                                                 | Ingresso Borgo Roma Tangenziale Sud Verona                               | VR    |
|                             | Borgo Roma - Borgo Trento - Stazione FS Transpolesana - Legnago - Rovigo - Vicenza - Monti Lessini Mantova - Trento - Brescia - Lago di Garda centro - stadio - fiera - Z.A.I. - autostrade | 282                                                 | Ingresso Borgo Roma Tangenziale Sud Verona Uscita 4                      | VR    |
|                             | Tangenziale Sud di Verona |                                                     |                                                                          | VR    |
|                             | Trento - Padana Superiore - Brescia Lago di Garda - Valpolicella - Borgo Trento della Cisa - Mantova - Villafranca - Sommacampagna Verona-Villafranca                                       | Fine Tangenziale Sud Verona (solo direzione nord)   |                                                                          | VR    |
|                             | Tangenziale Ovest di Verona | Tratta di competenza SR 62 Tangenziale Ovest Verona |                                                                          | VR    |
|                             | Verona - Borgo Trento Parco Acquatico Valpopark | 300                                                 | Tratta di competenza Anas (solo direzione nord) Tangenziale Ovest Verona | VR    |
|                             | Trento - Brennero Dolcè - Domegliara - Affi San Pietro in Cariano - Valpolicella | 300,2                                               | Bivio SS12 - SP1 (solo direzione nord) Tangenziale Ovest Verona          | VR    |
|                             | Tangenziale Ovest - Verona - Mantova - Brescia Verona-Villafranca - Interporto - Modena - Milano-Venezia Verona - Borgo Trento - San Pietro in Cariano - Valpolicella                       | 300,2                                               | Bivio SS12 - SP1 (solo direzione sud) Inizio Tangenziale Ovest Verona    | VR    |
|                             | Via Trento | 300,4                                               | (solo direzione sud)                                                     | VR    |
|                             | Via Monte Baldo | 300,9                                               |                                                                          | VR    |
|                             | Area di servizio | 301,1                                               |                                                                          | VR    |
|                             | Via Cà Vignega - Via Pretura | 301,3                                               |                                                                          | VR    |
|                             | Via Ospedaletto | 301,6                                               |                                                                          | VR    |
|                             | ; Domegliara - Sant'Ambrogio di Valpolicella - San Giorgio | 301,9                                               |                                                                          | VR    |
|                             | Vicolo la Ponta - Via Busa | 302,1                                               |                                                                          | VR    |
|                             | Area di servizio - Via Busa | 302,2                                               |                                                                          | VR    |
|                             | Arcè | 302,6                                               |                                                                          | VR    |
|                             | Santa Lucia - Terme di Verona Aquardens | 302,8                                               |                                                                          | VR    |
|                             | Area di servizio | 303,3                                               |                                                                          | VR    |
|                             | Domegliara | 303,4                                               |                                                                          | VR    |
|                             | Via Quaiara - Via dei Dossi | 303,9                                               |                                                                          | VR    |
|                             | Domegliara - Valpolicella ; Trento - Brennero - Lago di Garda; Ponton; Verona - Modena - MI-VE                                                                                              | 304,3                                               |                                                                          | VR    |
|                             | Stazione FS (Domegliara) | 304,5                                               |                                                                          | VR    |
|                             | Via Spagnole | 304,7                                               | (solo direzione sud)                                                     | VR    |
|                             | Affi - Brennero - Lago di Garda | 304,9                                               |                                                                          | VR    |
|                             | Zona Industriale Volargne | 305,6                                               |                                                                          | VR    |
|                             | Volargne di Dolcè |                                                     |                                                                          | VR    |
|                             | Volargne di Dolcè - Villa del Bene | 306,8                                               |                                                                          | VR    |
|                             | Via XXI Novembre - Via Villa del Bene | 307,5                                               |                                                                          | VR    |
|                             | Area parcheggio | 307,7                                               |                                                                          | VR    |
|                             | Chiusa di Ceraino Parcheggio "La Chiusa" | 309,8                                               |                                                                          | VR    |
|                             | Ceraino di Dolcè - Pista Ciclabile | 310,4                                               |                                                                          | VR    |
|                             | Via Fontana - Cimitero | 310,7                                               |                                                                          | VR    |
|                             | Ceraino di Dolcè - Pista Ciclabile | 311,1                                               |                                                                          | VR    |
|                             | Via Soman | 311,5                                               |                                                                          | VR    |
|                             | Isola Ecologica | 313,7                                               |                                                                          | VR    |
|                             | Dolcè | 314                                                 |                                                                          | VR    |
|                             | Zona Industriale Dolcè - Pista Ciclabile | 314,5                                               |                                                                          | VR    |
|                             | Stazione FS (Dolcè) | 314,8                                               |                                                                          | VR    |
|                             | Dolcè | 315                                                 |                                                                          | VR    |
|                             | Paladolcè - Cimitero | 315,1                                               |                                                                          | VR    |
|                             | Via Ceradello - Pista Ciclabile | 315,6                                               |                                                                          | VR    |
|                             | Rivalta - Caprino - Garda | 322                                                 |                                                                          | VR    |
|                             | Peri di Dolcè |                                                     |                                                                          | VR    |
|                             | Area di servizio | 322,4                                               |                                                                          | VR    |
|                             | Stazione FS (Peri) | 322,5                                               |                                                                          | VR    |
|                             | Fosse - Sant'Anna d'Alfaedo - Erbezzo Lessinia - Molina - Ponte di Veia | 322,7                                               |                                                                          | VR    |
|                             | Ossenigo | 323,8                                               |                                                                          | VR    |
|                             | Via San Andrea - Via Madonnina | 324,3                                               |                                                                          | VR    |
|                             | Ossenigo | 324,9                                               |                                                                          | VR    |
|                             | Confine regionale Trentino Alto Adige - Veneto | 326,2                                               | Fine Tratta di competenza Anas Inizio Tratta di competenza P.A.T.        | VR/TN |
|                             | Destra Adige dir. Borghetto - Avio Prà Alpesina - Pista Ciclabile | 326,4                                               |                                                                          | TN    |
|                             | Borghetto sull'Adige Stazione FS (Borghetto sull'Adige) | 327,7                                               |                                                                          | TN    |
|                             | Borghetto sull'Adige Stazione FS (Borghetto sull'Adige) | 328,3                                               |                                                                          | TN    |
|                             | Cimitero - Area picnic | 328,4                                               |                                                                          | TN    |
|                             | Masi d'Avio | 329,7                                               |                                                                          | TN    |
|                             | Area di servizio | 332                                                 |                                                                          | TN    |
|                             | Destra Adige - Avio - Sabbionara Vo' Sinistro - Vo' Destro - Stazione FS (Avio) - Pista Ciclabile                                                                                           | 332,4                                               |                                                                          | TN    |
|                             | Destra Adige - Avio - Sabbionara Vo' Sinistro - Vo' Destro - Stazione FS (Avio) - Pista Ciclabile                                                                                           | 333,2                                               | (solo direzione sud)                                                     | TN    |
|                             | dei Monti Lessini - Altopiano dei Monti Lessini Sega di Ala - Malga Riondera - Sdruzzinà | 334,8                                               |                                                                          | TN    |
|                             | Via del Tambuset | 335,8                                               |                                                                          | TN    |
|                             | Via ai "Sabbioni" | 335,9                                               |                                                                          | TN    |
|                             | Via Autari | 336,6                                               |                                                                          | TN    |
|                             | Ala |                                                     |                                                                          | TN    |
|                             | Viale 4 Novembre - Ala - Stazione FS (Ala) - Piscina di Ala - | 337                                                 |                                                                          | TN    |
|                             | Viale Malfatti - Stazione FS (Ala) - Ala - Farmacia - Poste | 337,3                                               |                                                                          | TN    |
|                             | Torrente Ala | 337,5                                               |                                                                          | TN    |
|                             | Valle dei Ronchi - campo sportivo ; Trento - Rovereto - Ala; Avio - Pilcante - Autostrada; Verona - Sega di Ala - Lessini -                                                                 | 337,9                                               |                                                                          | TN    |
|                             | Area di servizio | 338                                                 |                                                                          | TN    |
|                             | Marani |                                                     |                                                                          | TN    |
|                             | Passo Buole - Santuario di San Valentino - Località Prati | 340,1                                               |                                                                          | TN    |
|                             | Rio San Valentino | 340,5                                               |                                                                          | TN    |
|                             | Località Cumer - Località Maso Le Pozze | 340,6                                               |                                                                          | TN    |
|                             | Rio Val Cipriana | 341,3                                               |                                                                          | TN    |
|                             | Santa Margherita | 341,4                                               |                                                                          | TN    |
|                             | Area di servizio | 342,7                                               |                                                                          | TN    |
|                             | Santa Margherita ; Trento - Rovereto; Verona - Ala | 343                                                 |                                                                          | TN    |
|                             | Serravalle all'Adige |                                                     |                                                                          | TN    |
|                             | Stazione FS (Serravalle all'Adige) | 343,4                                               |                                                                          | TN    |
|                             | Destra Adige - Serravalle - Chizzola - Brentonico | 343,4                                               |                                                                          | TN    |
|                             | Zona Industriale Marco | 345,7                                               |                                                                          | TN    |
|                             | Area di servizio | 346,4                                               |                                                                          | TN    |
|                             | Marco - Boulder park - Pista Ciclabile | 346,5                                               | (solo direzione nord)                                                    | TN    |
|                             | Località Gazzi | 346,8                                               |                                                                          | TN    |
|                             | Protezione Civile di Trento ; Trento - Rovereto - Brennero; Marco - Boulder park ; Verona - Ala - Modena                                                                                    | 348,1                                               |                                                                          | TN    |
|                             | Località Lavini - campo polivalente | 348,2                                               |                                                                          | TN    |
|                             | Riserva Naturale Provinciale di Lavini di Marco | 349                                                 |                                                                          | TN    |
|                             | CONTROLLO ELETTRONICO DELLA VELOCITA' | 349,2                                               | autovelox fisso (90 km/h)                                                | TN    |
|                             | Parco canile di Rovereto | 349,7                                               | (solo direzione sud)                                                     | TN    |
|                             | C.R.M. di Rovereto | 350,1                                               | (solo direzione nord)                                                    | TN    |
|                             | Lizzana - Pieve di Lizzana; Verona - Marco - Canile - C.R.M. ; Trento - Riva del Garda - Autostrada - Rovereto -                                                                            | 350,4                                               |                                                                          | TN    |
|                             | Zona Industriale di Rovereto |                                                     |                                                                          | TN    |
|                             | Trento - centro storico - campana dei Caduti - ; di Loppio e Val di Ledro - Riva del G. - del Monte Baldo - Brentonico - Mori - A22; Verona - Marco                                         | 351,4                                               |                                                                          | TN    |
|                             | Lizzana - forte Pozzacchio - campana dei Caduti - ospedale - ; Trento - centro storico - MART - ; Torrente Leno; centri commerciali ; Verona - Riva del Garda - Brentonico - Mori - A22 -   | 351,8                                               |                                                                          | TN    |
|                             | Borgo Sacco Destra Adige - Isera - | 352,7                                               | (solo direzione sud)                                                     | TN    |
|                             | del Pasubio - Vallarsa - ospedale - Lizzanella - campana dei Caduti; Trento - centro storico - MART - - polo Meccatronica ; Verona - Riva del Garda - Autostrada - Rovereto -               | 353,1                                               |                                                                          | TN    |
|                             | Rovereto |                                                     |                                                                          | TN    |
|                             | Via Maioliche | 353,3                                               | (solo direzione nord)                                                    | TN    |
|                             | Torrente Leno | 353,5                                               |                                                                          | TN    |
|                             | Area di servizio | 353,7                                               |                                                                          | TN    |
|                             | Borgo Sacco - San Giorgio - Isera - centro storico - ; Trento - Autostrada - MART - ; Verona - Riva del Garda - del Pasubio - Vallarsa - ospedale                                           | 353,8                                               |                                                                          | TN    |
|                             | Noriglio - Terragnolo - Serrada - monte Finonchio - ; Trento - Folgaria - Autostrada - MART - Zandonai - ; Verona - Riva del Garda - Vallarsa -                                             | 354,3                                               |                                                                          | TN    |
|                             | Stazione FS (Rovereto) | 354,4                                               | (solo direzione sud)                                                     | TN    |
|                             | Via Parteli | 355,1                                               | (solo direzione nord)                                                    | TN    |
|                             | Destra Adige - Villa Lagarina - Autostrada fiume Adige - MART - San Giorgio - stadio | 355,4                                               |                                                                          | TN    |
|                             | Area di servizio | 356,1                                               |                                                                          | TN    |
|                             | Brione - MART - Zandonai - palazzetto dello sport - | 356,2                                               |                                                                          | TN    |
|                             | Trento - Volano - Folgaria; Via XIII Settembre ; Verona - Riva del Garda - Vallarsa - Autostrada -                                                                                          | 356,4                                               |                                                                          | TN    |
|                             | Area di servizio | 356,6                                               |                                                                          | TN    |
|                             | Sant'Ilario di Rovereto |                                                     |                                                                          | TN    |
|                             | Volano - zona commerciale - parcheggio | 358,2                                               |                                                                          | TN    |
|                             | Volano - parco giochi - scuole - centro sportivo - | 359                                                 |                                                                          | TN    |
|                             | Area di servizio | 359,1                                               | (solo direzione sud)                                                     | TN    |
|                             | Volano - Moietto - Eremo S.Cecilia - S.Rocco - zona industriale | 359,1                                               |                                                                          | TN    |
|                             | Località Fornaci | 360,7                                               |                                                                          | TN    |
|                             | Località Marocchi - sentiero Eremo S.Cecilia | 360,9                                               |                                                                          | TN    |
|                             | Castel Pietra XII sec. | 361,3                                               |                                                                          | TN    |
|                             | Area di servizio | 361,8                                               |                                                                          | TN    |
|                             | Calliano |                                                     |                                                                          | TN    |
|                             | Calliano - Nomi | 362                                                 |                                                                          | TN    |
|                             | di Folgaria e di Val d'Astico - Folgaria - Vicenza Altopiano di Folgaria - Lavarone | 362,4                                               |                                                                          | TN    |
|                             | Calliano - farmacia | 362,6                                               |                                                                          | TN    |
|                             | Besenello - Castel Beseno | 362,7                                               |                                                                          | TN    |
|                             | Calliano - | 363                                                 |                                                                          | TN    |
|                             | Besenello - Castel Beseno | 364,3                                               |                                                                          | TN    |
|                             | Rio Secco | 364,7                                               |                                                                          | TN    |
|                             | Mattarello - Acquaviva - zona artigianale - Pista Ciclabile | 367,8                                               | Inizio Tangenziale Sud Trento                                            | TN    |
|                             | Tangenziale Sud di Trento | -                                                   | Tangenziale Sud Trento                                                   | TN    |
|                             | Tangenziale Ovest di Trento | -                                                   | Tangenziale Ovest Trento                                                 | TN    |
|                             | Mezzolombardo - Tangenziale Nord di Trento Brennero-Modena - Interporto RO.LA. dell'Abetone e del Brennero - Bolzano - Lavis della Val di Non - Val di Non - Val di Sole                    | 381,7                                               | Tangenziale Ovest Trento Uscita 8                                        | TN    |
|                             | Viadotto di Canova | 382,2                                               | Tangenziale Ovest Trento                                                 | TN    |
|                             | Trento nord | 382,7                                               | Tangenziale Ovest Trento Uscita 9A (solo direzione nord)                 | TN    |
|                             | dell'Abetone e del Brennero - Gardolo della Valsugana - Padova - Trento est | 383                                                 | Tangenziale Ovest Trento Uscita 9B (solo direzione nord)                 | TN    |
|                             | Verona - Trento - Gardesana Occidentale - Riva del Garda Brennero-Modena - Interporto - ospedale - MUSE - Parcheggi Trento nord - della Valsugana - Padova - Trento est                     | 383                                                 | Inizio Tangenziale Ovest Trento (solo direzione sud)                     | TN    |
|                             | Area di servizio | 383,2                                               | (solo direzione nord)                                                    | TN    |
|                             | Via Avisio | 383,3                                               | (solo direzione sud)                                                     | TN    |
|                             | Via Noce | 383,4                                               | (solo direzione sud)                                                     | TN    |
|                             | Via Talvera | 383,5                                               | (solo direzione nord)                                                    | TN    |
|                             | Gardolo Roncafort - Canova - | 383,7                                               |                                                                          | TN    |
|                             | Area di servizio | 384,5                                               | (solo direzione sud)                                                     | TN    |
|                             | Gardolo; Gardolo di Mezzo; Meano - Albiano - Laghi di S.Colomba e Lases - Segonzano; Bolzano - Lavis - Brennero-Modena; zona artigianale Gardolo; Trento                                    | 384,6                                               |                                                                          | TN    |
|                             | Spini di Gardolo Brennero-Modena | 385                                                 |                                                                          | TN    |
|                             | Strada del Dos di Lamar | 385,7                                               | (solo direzione nord)                                                    | TN    |
|                             | CONTROLLO ELETTRONICO DELLA VELOCITA' | 385,9                                               | autovelox fisso (70 km/h)                                                | TN    |
|                             | Meano - San Lazzaro di Meano - Albiano - Giardino Ciucioi; Bolzano - Lavis - della Val di Cembra - Cembra; Trento - Gardolo                                                                 | 386,5                                               |                                                                          | TN    |
|                             | Torrente Avisio | 386,6                                               |                                                                          | TN    |
|                             | Lavis |                                                     |                                                                          | TN    |
|                             | Pressano - della Val di Cembra - Cembra - Giardino Ciucioi - Santo; Bolzano - Trento - Brennero-Modena; Giaroni - Cimitero - ; Gardolo - Lavis                                              | 387,3                                               |                                                                          | TN    |
|                             | Lavis - della Val di Cembra - Cembra - Giardino Ciucioi - Gardolo; Bolzano - Brennero; Zambana - Zarga ; Trento - Val di Non - Val di Sole - Modena - Aicheri - Ospli - Giaroni             | 387,8                                               |                                                                          | TN    |
|                             | Area di servizio | 388                                                 | (solo direzione sud)                                                     | TN    |
|                             | stazione di Lavis | 389                                                 | (solo direzione sud)                                                     | TN    |
|                             | Bolzano - Brennero; stazione FTM (Zambana); Trento - Lavis - Modena - stazione di Lavis | 389,5                                               |                                                                          | TN    |
|                             | Area di servizio | 390                                                 |                                                                          | TN    |
|                             | Nave San Felice |                                                     |                                                                          | TN    |
|                             | Nave San Rocco - Mezzolombardo - Pista Ciclabile | 391,5                                               |                                                                          | TN    |
|                             | Area di servizio | 391,7                                               |                                                                          | TN    |
|                             | Bolzano - Brennero-Modena; Sorni; Trento - Lavis | 392,6                                               |                                                                          | TN    |
|                             | Via Toresela | 392,9                                               |                                                                          | TN    |
|                             | San Michele all'Adige | 393,3                                               |                                                                          | TN    |
|                             | Area di servizio | 394,2                                               |                                                                          | TN    |
|                             | San Michele all'Adige | 394,4                                               |                                                                          | TN    |
|                             | Faedo - museo San Michele - San Michele all'Adige | 395                                                 |                                                                          | TN    |
|                             | Grumo - Mezzocorona - Mezzolombardo - Brennero-Modena Val di Non - Val di Sole | 395,1                                               |                                                                          | TN    |
|                             | San Michele all'Adige | 395,4                                               |                                                                          | TN    |
|                             | Destra Adige - Mezzocorona - Roveré della Luna - Pista Ciclabile | 396,5                                               |                                                                          | TN    |
|                             | San Michele all'Adige | 397                                                 |                                                                          | TN    |
|                             | Castel di Monreale (Königsberg) | 398,2                                               |                                                                          | TN    |
|                             | Cadino |                                                     |                                                                          | TN    |
|                             | Bolzano - Salorno; biodigestore ; Trento - San Michele all'Adige - Brennero-Modena | 399,6                                               |                                                                          | TN    |
|                             | Confine provinciale Trento - Bolzano / Bozen | 401,3                                               | Fine Tratta di competenza P.A.T. Inizio Tratta di competenza A.P.B.      | TN/BZ |
|                             | Zona produttiva / Gewerbezone | 403,4                                               |                                                                          | BZ    |
|                             | Parcheggio / Parkplatz ; Salorno / Salurn; Bolzano / Bozen - Egna / Neumarkt - Autostrada / Autobahn; Trento                                                                                | 403,7                                               |                                                                          | BZ    |
|                             | Salorno / Salurn |                                                     |                                                                          | BZ    |